# Freya dureti
Freya dureti är en spindelart som beskrevs av Galiano 200. Freya dureti ingår i släktet Freya och familjen hoppspindlar. Inga underarter finns listade i Catalogue of Life.